# Famous Last Words (Al Stewart)
| Recensione | Giudizio |
| ---------- | -------- |
| AllMusic   | [ 1 ]    |

Famous Last Words è un album in studio del cantante britannico Al Stewart, pubblicato nel 1993.

## Descrizione
Famous Last Words è un album prevalentemente acustico, privo di quelle atmosfere elettro-pop che avevano caratterizzato alcuni episodi del precedente album in studio Last Days of the Century.
Peter on the White Sea – canzone per voce, piano e archi – è una canzone sullo zar Pietro I di Russia. Trespasser è un brano dal ritmo flamenco. In Trains si cita l'uomo politico francese Jean Jaurès (anche se nel testo il nome è storpiato in Jean Juarez). Charlotte Corday, una canzone sulla rivoluzionaria francese che uccise Jean-Paul Marat, è scritta da Stewart insieme a Tori Amos. Hipposong è un divertissement in cui si parla di ippopotami, e in cui il ruolo di questi animali viene affidato al basso tuba. 
Così come avvenuto in Last Days of the Century, anche in questo album Stewart non suona nessuno strumento.
Distribuito in CD e musicassetta, nel 2006 l'album è stato ristampato in un'edizione comprensiva di alcune bonus tracks.

## Tracce
1. Feels Like – 3:37 (Al Stewart)
2. Angel of Mercy – 3:49 (Al Stewart)
3. Don't Forget Me – 5:03 (Al Stewart, Peter White)
4. Peter on the White Sea – 3:35 (Al Stewart, David Pack, Andrew Powell)
5. Genie on a Table Top – 3:45 (Al Stewart)
6. Trespasser – 4:29 (Al Stewart, Peter White)
7. Trains – 8:15 (Al Stewart)
8. Necromancer – 3:37 (Al Stewart)
9. Charlotte Corday – 3:46 (Al Stewart, Tori Amos)
10. Hipposong – 2:02 (Al Stewart)
11. Night Rolls In – 4:34 (Al Stewart)

Durata totale: 46:32

## Crediti
- Al Stewart – voce
- Peter White – chitarre, piano, tastiere, fisarmonica, arrangiamento archi in Peter on the White Sea
- Ross Hogarth - chitarre, percussioni, mandolino
- Ardeshir Farah – chitarra acustica in Trespasser
- Eric Williams – chitarra elettrica in Necromancer
- Todd Sharp – chitarre, chitarra slide in Genie on a Table Top
- Ed Tree – chitarre, chitarra elettrica 12 corde in Genie on a Table Top
- Peter Wood - organo Hammond, piano
- Tim Landers - basso
- Denny Fongheiser - batteria, percussioni
- Louis Conte - percussioni
- Charlie Bisharat - violino
- Daryl S. - violino, viola
- Alan Matthews - violoncello
- Dave Boruff - sax
- Freebo – tuba in Hipposong
- Robin Lamble – coro, chitarra 12 corde in Necromancer
- Neal Morse - coro